# Xoʻjayli
Xoʻjayli (kyrillisch Хўжайли; karakalpakisch Xojeli, kyrillisch Хожели; russisch Ходжейли Chodschejli) ist eine Stadt in der zu Usbekistan gehörenden Autonomen Republik Karakalpakistan, gelegen etwa 10 km westsüdwestlich der karakalpakischen Hauptstadt Nukus auf 73 m Seehöhe südlich des Amudarja.

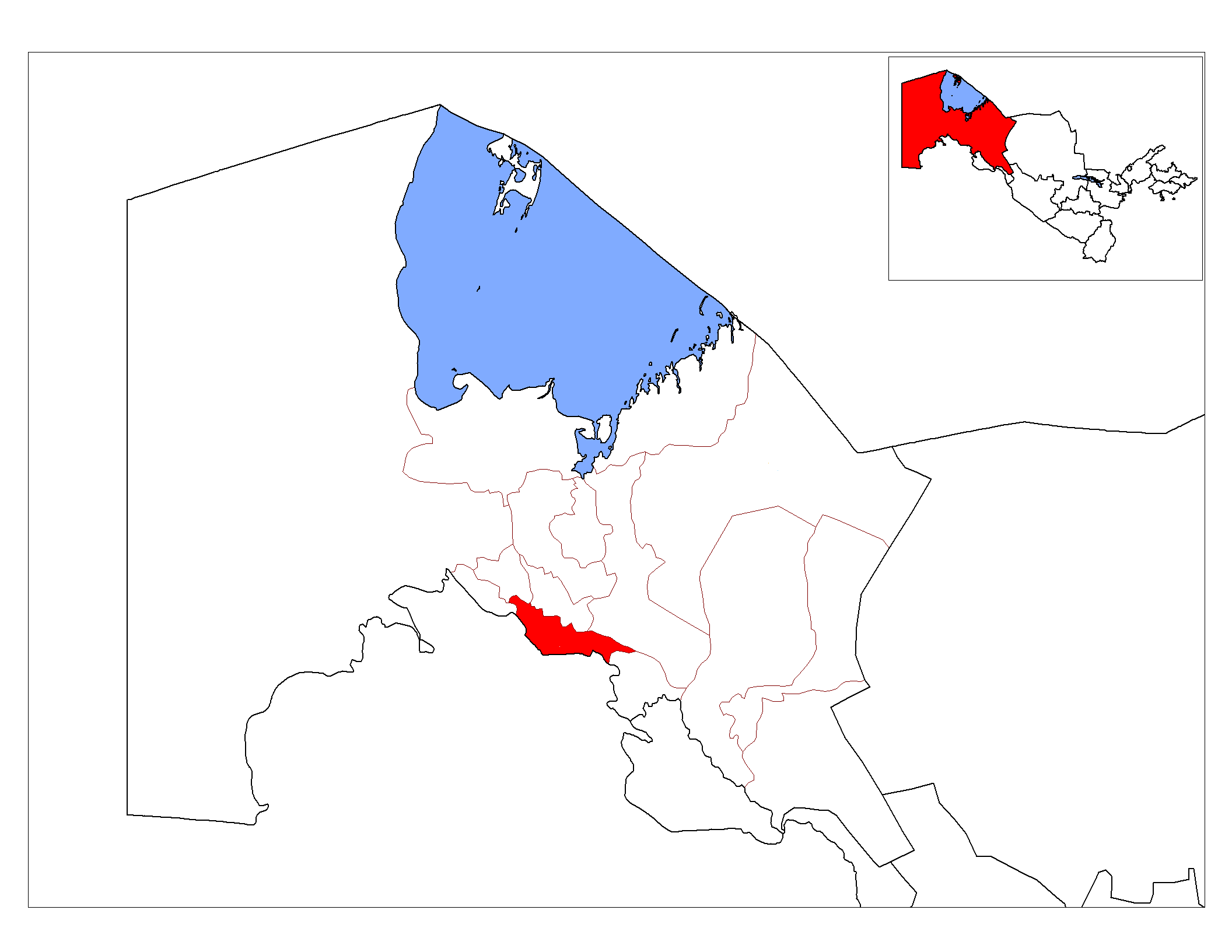
Lage des Distriktes Xoʻjayli in Karakalpakistan

Xoʻjayli ist eine kreisfreie Stadt und zudem Hauptort des gleichnamigen Distriktes Xoʻjayli. Gemäß der Bevölkerungszählung 1989 hatte Xoʻjayli damals 59.500 Einwohner, einer Berechnung für 2009 zufolge beträgt die Einwohnerzahl 104.589. Xoʻjayli ist damit die Stadt mit der zweitgrößten Bevölkerung in Karakalpakistan.
Xoʻjayli erlangte 1926 den Status einer Stadt. Von wirtschaftlicher Bedeutung sind in Xoʻjayli Baumwolle, Werften, die Teppich- und die Lebensmittelindustrie. Die Stadt liegt an der Bahnlinie von Türkmenabat in Turkmenistan nach Maqat in Kasachstan und hat einen Bahnhof.